# Mechnice (województwo opolskie)
Mechnice (niem. Muchenitz, 1936-1945 Moosdorf) – wieś w Polsce położona w województwie opolskim, w powiecie opolskim, w gminie Dąbrowa. Administracyjnie, w skład wsi wchodzi przysiółek Turzak.
Od 1950 miejscowość należy administracyjnie do województwa opolskiego.

## Historia
1297 - Pierwsza wzmianka o Mechnicach (wtedy Mechnitz lub Muchenitz) w akcie darowizny księżniczki Anastazji dla Klasztoru w Czarnowąsach. Datę tę przyjęto jako rok powstania Mechnic - stąd w 1997 roku hucznie obchodzone 700-lecie miejscowości. 
Nazwa wsi pochodzi od nazwiska Mech, prawdopodobnie związana jest również z mchem – rośliną. W Mechnicach znajdowały się bowiem duże stawy, zarośla i lasy. Mieszkańcy zajmowali się rolnictwem i rybołówstwem. We wsi była przetwórnia ryb. Wieś przez wiele wieków przechodziła z rąk do rąk. W XVI wieku podlega prawu książęcemu, zaś w XVII wraca znowu pod zwierzchnictwo Kościoła. Jeszcze w 1813 roku na tym terenie spotkano niedźwiedzia. A tego ostatniego upolował mieszkaniec Wrzosek – Kobienia.
Jak się okazuje łatwiej było dojechać z Opola do Mechnic linią kolejową niż drogą. Co prawda, nie do końca, bo choć pierwszy pociąg pojawił się już w 1848, to zatrzymywał się dopiero w Dąbrowie. Stacja kolejowa przy ogromnym finansowym współudziale mieszkańców Chróściny i Mechnic powstała w 1926 roku. Utwardzoną drogę z Opola wybudowano dopiero w 1911 roku. 
Do 1810 roku Mechnice, jak i pobliskie wsie należały do parafii Czarnowąsy. Dopiero od tego roku zaczęła funkcjonować samodzielna parafia w Chróścinie. W 1931 roku wybudowano przy udziale również całej parafii Dom Służebniczek Najświętszej Marii Panny, w którym zamieszkały siostry zakonne opiekujące się chorymi z Mechnic, Chróściny i pobliskich wiosek.
W maju 1936 roku w ramach akcji germanizacyjnej zmieniono nazwę miejscowości na Moosdorf.
Z Opola dojazd autobusami miejskimi linii nr 16.